# 大兴新城站
大兴新城站是一个位于中国北京市大兴区观音寺街道团河路与沐新路交叉口西南侧，属于北京地铁大兴机场线的地铁车站，于2019年9月26日随大兴机场线开通运营。

## 站名
北京地铁大兴机场线大兴新城站规划建设期间的工程名有磁各庄站等。
2019年2月16日，北京市规划和自然资源委员会发布了《关于轨道交通新机场线一期工程沿线车站命名预案的公示书》，车站拟命名为“观音寺站”或“新凤站”，分别得名于车站所在的观音寺街道与车站南侧的新凤河。3月11日，北京市规划和自然资源委员会发布《关于轨道交通新机场线工程沿线车站命名预案公示情况的通告》，拟定名为“观音寺站”作为该站命名预案。5月24日，北京市规划和自然资源委员会公布正式站名定为“大兴新城站”，取繁荣兴盛之意。

## 建设
2017年6月，车站进场开工。2018年6月29日，车站主体顺利封顶。
2019年4月25日，大兴机场线全线贯通。6月15日，大兴新城站随大兴机场线开始试运行。

## 车站结构

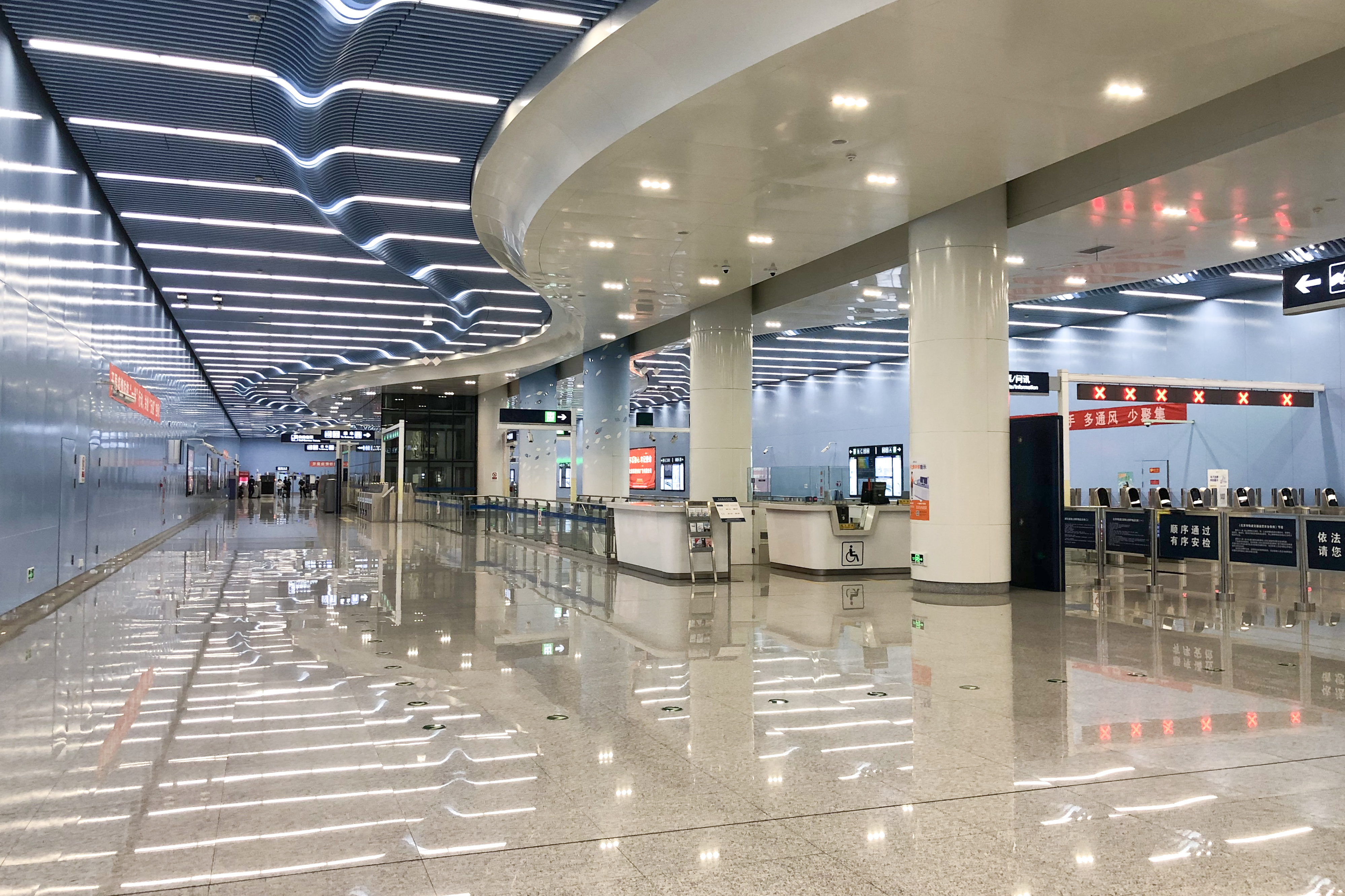
站厅（2021年9月摄）

大兴新城站为绿色阳光车站，设置下沉广场引入自然风、自然光与客流，在地下形成步行街区网络，地上二层设置步行道及自行车道。站内以“海上丝绸之路”为设计主题，以船和水波纹为装饰。

### 车站楼层
| 地面层          | 街道                               | A-C出入口                        |
| 地下一层 站厅层 | 站厅                               | 客务中心、自动售票机、进出站闸机 |
| 地下二层 站台层 |                                    | █ 大兴机场线往草桥（终点站）     |
| 地下二层 站台层 | 岛式站台，左侧開门                 |                                  |
| 地下二层 站台层 | █ 大兴机场线往大兴机场站（终点站） |                                  |

### 出入口
本站设有3个出入口，分别为A（西北）、B（东南）、C（西南）。
|                       |        |                  |      |            |
| 编号                  | 指示   | 建议前往的目的地 | 照片 | 无障碍设施 |
| 出口 · A · 升降机标志 | 沐新路 |                  |      |            |
| 出口 · B              | 沐新路 |                  |      | 不適用     |
| 出口 · C · 升降机标志 | 沐新路 |                  |      |            |
| 註： 設有             |        |                  |      |            |